# Quirine Oosterveld
Quirine Oosterveld est une joueuse néerlandaise de volley-ball et de beach-volley née le 5 mars 1990 à Almere. Elle mesure 1,83 m et joue au poste de réceptionneuse-attaquante. 

## Clubs
| Club                  | De        | À         |
| --------------------- | --------- | --------- |
| VC Omniworld          | 1997-1998 | 2005-2006 |
| VV Zaanstad           | 2006-2007 | 2006-2007 |
| Taurus Houten         | 2007-2008 | 2007-2008 |
| Martinus Amstelveen   | 2008-2009 | 2008-2009 |
| VV Alterno            | 2009-2010 | 2013-2014 |
| Rote Raben Vilsbiburg | 2014-2015 | 2015-2016 |
| Sliedrecht Sport      | 2016-2017 | 2016-2017 |

## Palmarès
- Championnat des Pays-Bas
  - Vainqueur : 2009, 2014.
- Coupe des Pays-Bas
  - Vainqueur : 2009, 2013.
  - Finaliste : 2010.
- Supercoupe des Pays-Bas
  - Vainqueur : 2009.
  - Finaliste : 2010, 2013.